# Fujishiro-ōji

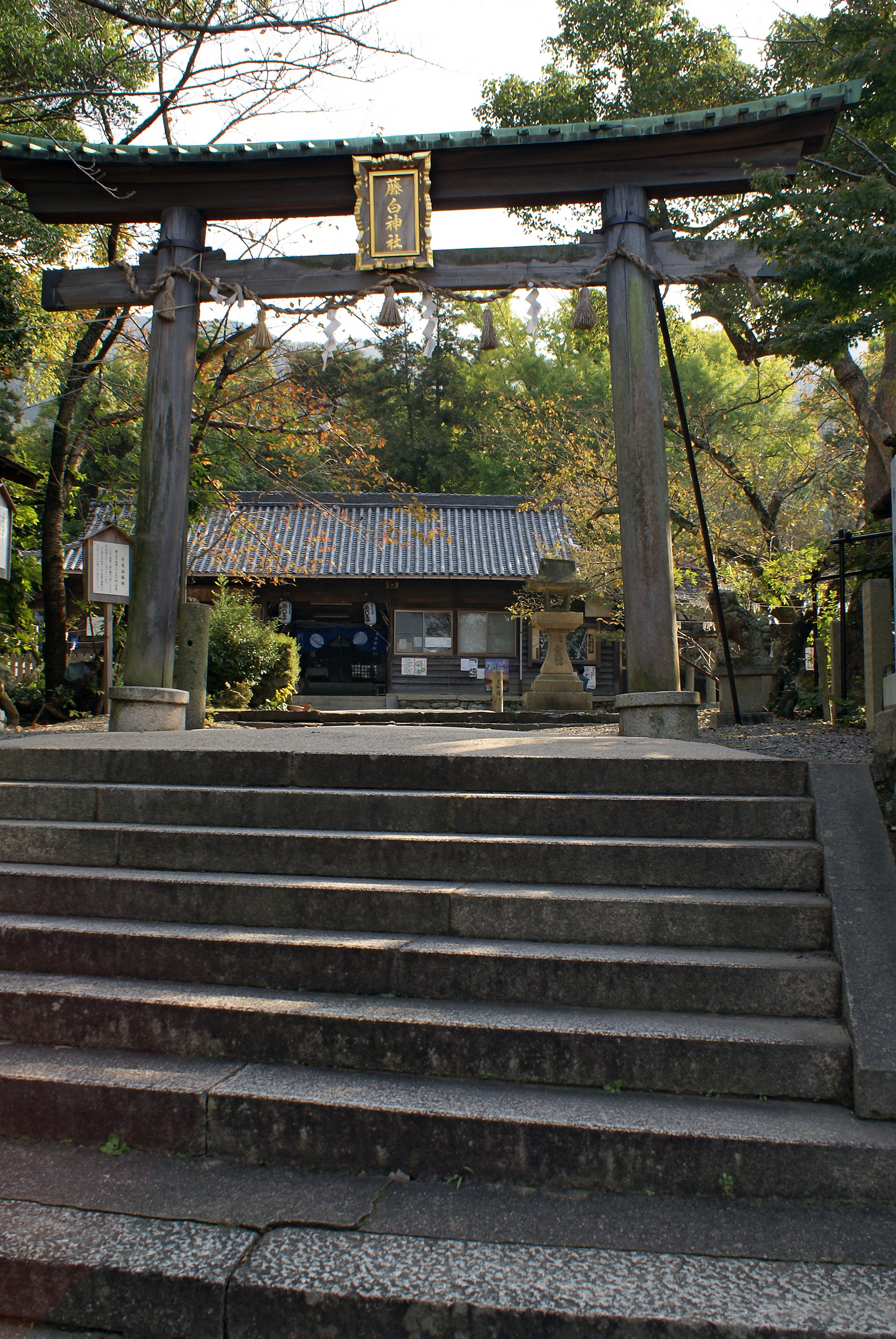
Entrée du temple (Torii)

Fujishiro-ōji (藤代王子) aussi appelé Fujishiro-jinsha (藤白神社) est un sanctuaire shinto de la ville de Kainan. Il fait partie des Gotai-ōji et fut érigé la cinquième année de l'ère Keikō.

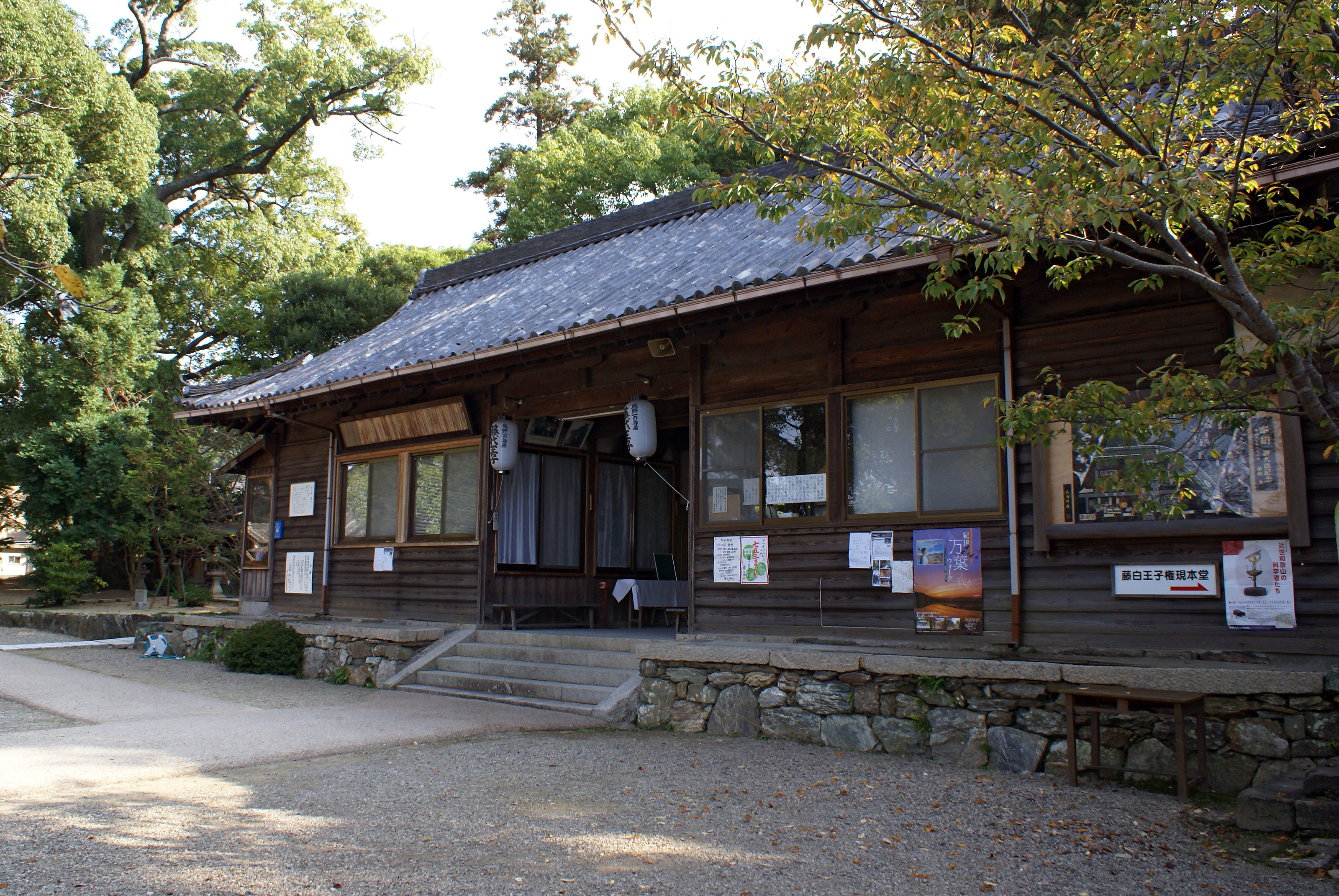
Le temple
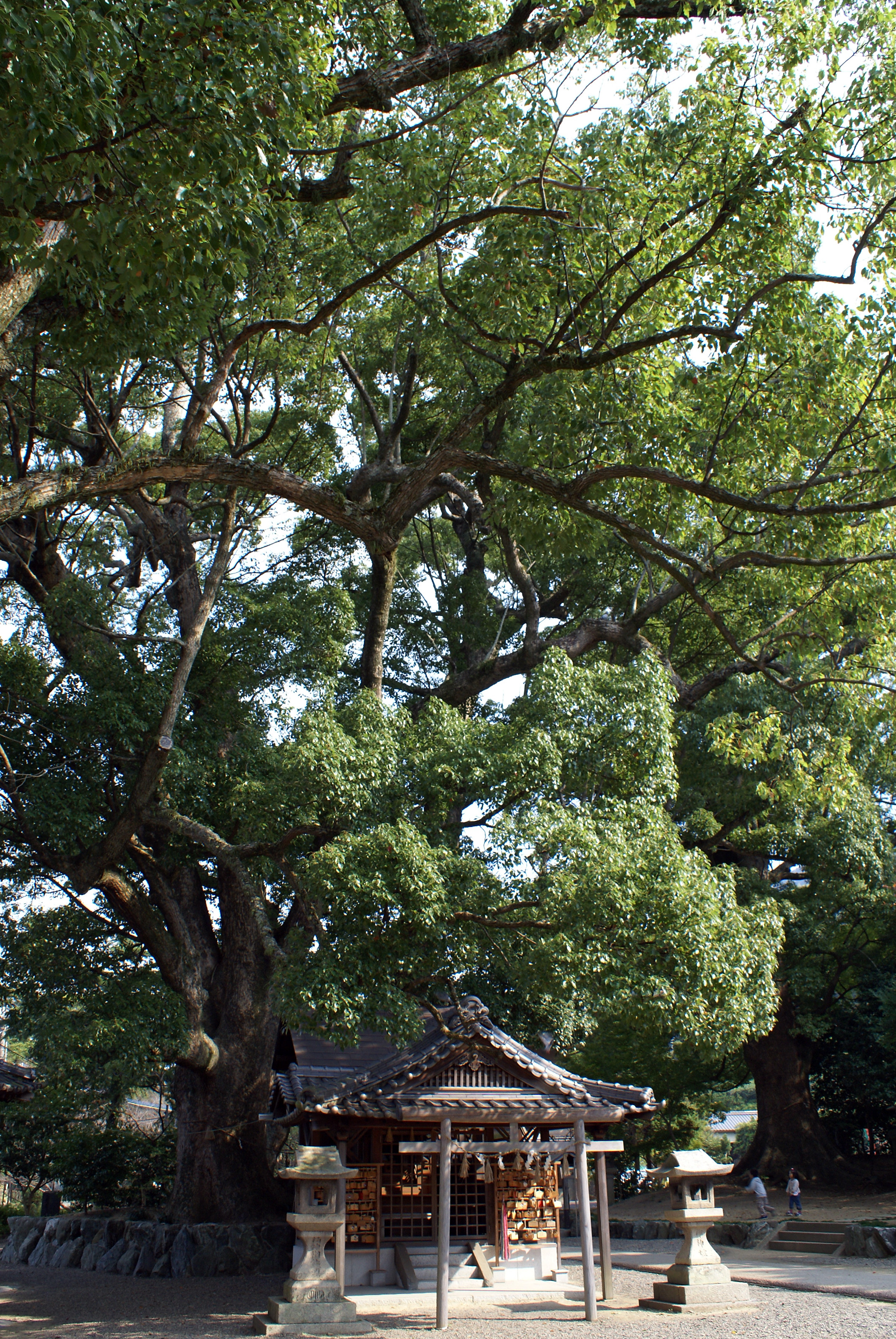

## Nom
Au cours de son histoire, le temple a porté différents noms notamment : Fujishiro-jinsha (藤代神社), Fujishiro-gongen (藤白権現) et 藤白若一王子権現.